# Clelia María Riera
Clelia María Riera (Altos del Chipión, 18 de enero de 1937) es una bioquímica argentina. Ganó el Premio Konex en 2003 por su trabajo en bioquímica y microbiología.

## Trayectoria
Nació en los Altos de Chipión en la provincia de Córdoba en Argentina. 
Obtuvo el título de farmacéutica en 1960, bioquímica en 1964 y de se doctoró en farmacia y bioquímica en 1969 por la Universidad de Córdoba. Asimismo, realizó curso de posgrado en la Universidad Estatal de Nueva York. Su área de trabajo fue la inmunología donde realizó estudios de enfermedades autoinmunes, sobre todo de modelos experimentales de las mismas.
Fue directora del CIBICI (Centro de Investigaciones en Bioquímica Clínica e Inmunología) en el CONICET desde 2004 hasta 2010.
Es profesora emérita de la Universidad de Córdoba.

## Reconocimientos y premios
Desde 2005, es miembro de la Academia Nacional de Ciencias de Argentina y desde 2007 es miembro de la Academia Nacional de Farmacia y Bioquímica de Argentina.
Ganó el premio Konex en 2003 en el área de bioquímica y microbiología.